# Victoire de Cordoue
Victoire de Cordoue († 313) sainte et martyre à Cordoue, en Andalousie, avec saint Aciscle, son frère, probablement sous Dioclétien en 313. Fête le 17 novembre pour l'Église catholique.  

## Vénération
Ils sont ensemble les patrons de Cordoue. C’est peut-être elle qui était vénérée en Afrique par saint Augustin d'Hippone parmi vingt martyrs des premiers siècles. Ils sont aussi vénérés à Perpignan, Sorède et Trouillas (Pyrénées-Orientales). Ils sont les patrons de Mudaison (Hérault). Leurs reliques sont vénérées dans la basilique Saint-Sernin de Toulouse depuis que Charlemagne les a déposées dans l’abbaye Saint-Sernin.

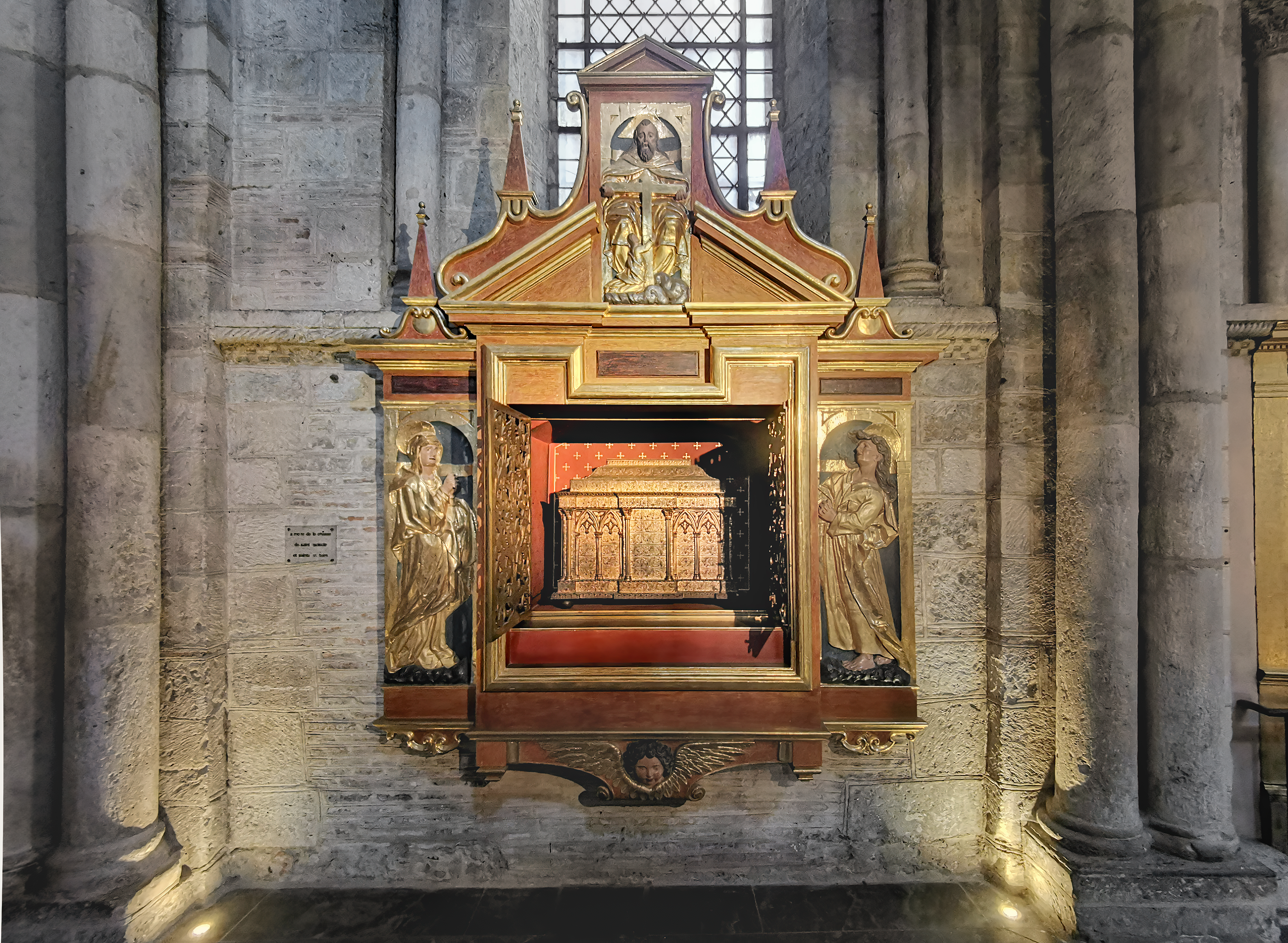
Châsse de sainte Victoire et saint Aciscle, basilique Saint-Sernin.